# چبیشف ۲۰۱۰
سیارک ۲۰۱۰ (به انگلیسی: 2010 Chebyshev، نامگذاری:1969TL4) دو هزار و دهمین سیارک کشف شده‌است که در ۱۳ اکتبر ۱۹۶۹ کشف شد.
قدر مطلق سیارک برابر ۱۱٫۶۲ است.